# Viška regata krstaša
Viška regata krstaša, jedriličarska regata koja se održava u pomorju otoka Visa. 
Održava se od 1939. godine i jedna je od najstarijih regata u Hrvatskoj. Od nje je starija samo Mrdujska regata (1927. godine). Obje organizira JK Labud iz Splita, a suorganizator Viške regate je Grad Vis.
Brojem je sudionika bogata kao i najpoznatija Mrdujska regata. Svojevremeno je na startu znalo biti i po 250 jedrilica, no 2010-ih je broj sudionika ograničen na 150 jedrilica. Cilj regate je u Visu.
Zbog pandemije koronavirusa 2020. i epidemioloških mjera, odlučilo se temeljem mišljenja iz Stožera Civilne zaštite, Grada Visa i gradonačelnika da se to izdanje otkaže. U JK Labudu odlučili su zadržati tradicionalni format regate no morali su potražiti drugu lokaciju. Ususret im je izašao Stari Grad na Hvaru uz punu potporu njihova gradonačelnika. Tako će 76. izdanje biti u Starom Gradu ("Paizu"). Za ovu priliku regata je iznimno nazvana 76. Pa(V)iška regata (spoj riječi Paiška i Viška).

## Vanjske poveznice
- JK Labud - službena stranica Viške regate
- Viška regata Službene stranice na Facebooku